# Katharina Schulze
Katharina Elisabeth Schulze, née le 20 juin 1985 à Fribourg-en-Brisgau, est une femme politique allemande, membre de l'Alliance 90 / Les Verts, et élue au parlement bavarois.

## Parcours
Née en 1985, elle grandit à Herrsching am Ammersee. Elle passe son baccalauréat en juin 2005 au lycée Christoph-Probst à Gilching, puis étudie la communication interculturelle, les sciences politiques et la psychologie à l'Université Louis-et-Maximilien de Munich, d'octobre 2005 à 2011. 
Après un séjour aux États-Unis, elle adhère aux Verts en 2008. Elle y est particulièrement active dans le domaine de la protection de l'environnement et du climat, mais aussi dans la politique de genre. De janvier 2009 à janvier 2011, elle est porte-parole de Green Youth Munich. De 2009 à 2014, elle est membre du conseil du parti des Verts bavarois. En 2010, elle milite contre la candidature de Munich pour les Jeux olympiques de 2018. Lors de la conférence du parti fédéral des Verts à Fribourg, elle convainc la majorité des délégués de se rallier à sa position. Et, ce faisant, elle snobe la patronne du Parti Vert, Claudia Roth, et les onze conseillers munichois de Green Munich  partisans de cette candidature. À la suite de cet épisode, elle est invitée par l'équipe dirigeante des Verts à se mettre plus en retrait, mais n'est pas intimidée. De février 2012 à septembre 2013, à côté de son activité de militante, elle travaille dans les relations publiques pour la Society for Ecological Research, mais aussi, à temps partiel, comme assistante de recherche, pour Theresa Schopper, membre Alliance 90 / Les Verts du Parlement fédéral, et comme formatrice interculturelle.  Elle est membre du Parlement bavarois depuis les élections du Land de Bavière en 2013 et est l'une des deux présidentes du groupe parlementaire des Verts depuis 2017. Elle est en tête de liste des Verts bavarois aux élections du Land, en 2018, une campagne qu'elle mène en duo avec Ludwig Hartmann,, et cette liste obtient un résultat historique avec 17,5 % des voix. Ils arrivent en deuxième position,.